# Dietrich Tiedemann
Dietrich Tiedemann (Bremervörde, 3 aprile 1748 – Marburgo, 24 maggio 1803) è stato un filosofo tedesco.
Fu studente all'Università Georg-August di Gottinga, e più tardi professore al Collegium Carolinum di Kassel (dal 1776) e presso l'Università di Marburgo (dal 1786). Fu padre del fisiologo Friedrich Tiedemann (1781-1861).
Tiedemann è stato autore dei sei volumi della Geist der spekulativen Philosophie von Thales bis Berkeley (lo spirito della filosofia speculativa da Talete a Berkeley). Tiedemann ebbe forti divergenze per quanto riguarda le convinzioni filosofiche con Immanuel Kant (1724-1804), che critica in due pubblicazioni. Kant respinse le argomentazioni di Tiedemann, ritenendo che fossero basate su una mancanza di comprensione.
Tiedemann è stato un pioniere della psicologia empirica e uno dei primi studiosi dello sviluppo infantile. Teneva un diario di suo figlio in cui annotava i cambiamenti sensoriali, motori, linguistici, cognitivi e comportamentali durante i primi trenta mesi della sua vita.